# Magdalena (El Progreso)
Magdalena (en honor a María Magdalena) es una aldea del municipio de San Agustín Acasaguastlán en el departamento de El Progreso en la República de Guatemala, y fue uno de los poblados originales del Estado de Guatemala cuando este fue formalmente establecido en 1825.  Anteriormente ya había sido mencionado por los historiadores coloniales Francisco Antonio de Fuentes y Guzmán y el arzobispo Pedro Cortés y Larraz en 1690 y 1770, respectivamente, como un poblado de relativa importancia. Por acuerdo gubernativo del gobierno del licenciado Manuel Estrada Cabrera del 16 de noviembre de 1908, en vista de lo solicitado por los propios vecinos, para el mejor servicio público se suprimió la municipalidad y la aldea quedó anexada al municipio de San Agustín Acasaguastlán.
Está localizado en la sierra de Las Minas, al sur de la quebrada Maragüila y al este del río Lato en el entronque con la carretera Interoceánica CA-9, 4 km por la ruta nacional 4 al sur. 

## División política
Los principales poblados son: 
- Guaytán: de la cabecera por la carretera Interoceánica CA-9 al oeste hay 2 km al entronque de una rodera que hacia el norte, tiene 2 km al caserío.
- Los Chagüites: en las faldas sur de la sierra de Las Minas. Al norte del río Grande o Motagua. 4 km por la ruta Interoceánica CA-9 al este de la aldea. Con el nombre y jurisdicción de su época, en lo publicado con motivo del censo de población de 1880 figura: «Chagüite, caserío del departamento de Zacapa, depende de la jurisdicción de La Magdalena. Los terrenos son de la comunidad y producen cereales y legumbres; 27 habitantes».[1]

## Historia

### Época colonial
El historiador criollo Francisco Antonio de Fuentes y Guzmán, describió el Corregimiento Cazabastlán en su obra Recordación Florida, mencionando a San Agustín «que pertenece a la corona» de la forma siguiente: «[....] Todo el resto acerca de aqueste pueblo es como el de la cabecera, con las cubiertas de paja sobre paredes de adobes, bajas y estrechas, que en tierra de calidad caliente y seca hace mayor, por el abrigo, la penalidad del calor, no siendo menos molesta su habitación por esta causa, de gran bochorno a todas horas, como por las demás incomodidades de tierra caliente, en la abundante producción de sabandijas y el gran peligro en el invierno de temerosas tempestades, y en este no menos son las pensiones que hay en los demás pueblos de visita de este curato, como el de la Magdalena, de temperamento y cualidades correspondientes a los referidos. Tierra montuosa y cerrada de grande breña y espesura y en el tránsito voraginoso de unos a otros pueblos, el grave impedimento y cierto riesgo de caudalosos y nobles ríos, que cortando y atravesando la tierra por varias partes con madres profundas y tortuosas, hacen el referido estorbo a su camino de esta administración, más sin embargo del gran trabajo de sus sendas, en el buen celo de su cura no se echa menos en la doctrina y pronta administración cosa alguna, bien que en el ornato y en la fábríca de su templo, o por muy pobres los feligreses, o por no bien adecuado aquel terreno para la fábrica de la teja, se ve cubierto de palma sobre la pobre materia en sus paredes de unos adobes desnudos y sin repellos o argamasones que los cubran, más en éste de que hablamos, menos trabajo le ocasiona la cercanía de su asiento a una sola legua de distancia. El número de feligreses de este pueblo de la Magdalena , según su última tasación de tributarios enteros es el de cincuenta y cinco vecinos, que corresponden sus familias al número de doscientos y veinte habitadores, gente pobre por carecer de trato y grangería de los cacahuatales, que es en las tierras calientes lo que abastece y colma de bienes temporales a los indios, hace más llena y numerosa la vecindad de aqueste pueblo de la Magdalena, los feligreses que se le agregan de ladinos, que siendo cuarenta y tres, hacen el número de ciento y sesenta y ocho habitadores deste género».
En 1769, el arzobispo de Guatemala Pedro Cortés y Larraz visitó la entonces parroquia de San Agustín de la Real Corona, e indicó que el pueblo de Santa María Magdalena estaba a una legua de la cabecera. Contaba con cien familias o quinientos ochenta y dos indígenas de habla mexicana, así como veinte familias de ladinos, con ciento siete personas. Cortés y Larraz escribió: «La gente anda en suma desnudez. Las cosechas que produce el terreno son: maíces, frijoles, caña, ganados y algún cacao, verduras y mucha fruta».

### Tras la Independencia de Centroamérica
La constitución del Estado de Guatemala promulgada el 11 de octubre de 1825 también estableció los circuitos para la administración de justicia en el territorio del Estado;  en dicha constitución se menciona que Magdalena pertenecía entonces al circuito de Acasaguastlán en el distrito N.º 4 (Chiquimula) junto con Sanarate, Acasaguastlán, Tocoy, San Agustín Acasaguastlán, Agua Blanca, Chimalapa, San Clemente y Guastatoya.
El Censo Poblacional de 1880 indica: «Magdalena, pueblo del departamento de Zacapa, dista de la cabecera catorce leguas; 450 habitantes. Los principales productos consisten en maíz, caña de azúcar y tabaco. Los naturales no tienen otra industria que la de la fabricación de sombreros de hilama y elaboración de quesos; sale un correo cada mes para Zacapa». Con la misma categoría y jurisdicción aparece en la Demarcación Política de la República de Guatemala.  En esa época la cabecera del municipio era el pueblo Magdalena; tenía las aldeas Paso de los Jalapas y Cuajilote, así como los caseríos Las Pilas, El Salitre, Ananopa, Chagüites, La Palma y El Encuentro.  Perteneciente al círculo San Agustín Acasaguastlán, 34.º distrito, figuraba en la tabla para elección de diputados a la Asamblea Constituyente conforme decreto N.º 225 del 9 de noviembre de 1878.